# Clidemia setosa
Clidemia setosa là một loài thực vật có hoa trong họ Mua. Loài này được (Triana) Gleason mô tả khoa học đầu tiên năm 1931.